# Ballana delicata
Ballana delicata är en insektsart som beskrevs av Delong 1964. Ballana delicata ingår i släktet Ballana och familjen dvärgstritar. Inga underarter finns listade i Catalogue of Life.